# Óscar Berger
Óscar Berger Perdomo (nascido a 11 de agosto de 1946) é um político, advogado e empresário que foi presidente da Guatemala entre 2004 e 2008. Foi também o prefeito da Cidade da Guatemala entre 1991 e 1998.

## Governo
Tomou posse em 14 de agosto de 2004 para um mandato de 4 anos com um discurso inaugural em que prometeu um trabalho contínuo para fortalecer as instituições do Estado de Direito e lutar contra a violência e a impunidade dos corruptos.
Em outubro de 2005, a Guatemala sofreu um dos piores desastres naturais de sua história. A passagem pela América Central do furacão Stan, cujas consequências seriam ainda mais virulentas que nas produzidas anos antes pelo Mitch, semeou o caos no país, ocasionando centenas de vítimas mortais e de desaparecidos, bem como enormes prejuízos materiais. Tal foi o grau de destruição gerado, que Berger declarou o estado de calamidade pública.
Durante seu governo ocorreram tensões com a Casa Branca devido a um incidente no qual seu filho mais velho foi preso em Miami por dirigir sob efeitos de álcool ou drogas. O incidente nunca foi publicado pela imprensa guatemalteca.
Entregou a faixa presidencial a 14 de agosto de 2008 a seu sucessor, o engenheiro Álvaro Colom do partido Unidade da Esperança (UNE).
Hoje em dia dedica-se à administração de suas empresas tendo como sede a zona 14 com Grupo Programador de Projetos G.D.P e Fuelcheck entre outras.